# Qasigiannguani Efterskole
Qasigiannguani Efterskole er en efterskole i Qaasuitsup Kommune på vestkysten af Grønland. Dette er Grønlands første efterskole, og åbnede i august 2009, med plads til 80 elever.

## Links
- Skolens hjemmeside

68°49′N 51°11′V / 68.82°N 51.19°V